# Archisepsis hirsutissima
Archisepsis hirsutissima är en tvåvingeart som beskrevs av Silva 1993. Archisepsis hirsutissima ingår i släktet Archisepsis och familjen svängflugor. Inga underarter finns listade i Catalogue of Life.